# Очеретяний Володимир Володимирович
Володи́мир Володи́мирович Очере́тяний (1979—2023) — український військовослужбовець, учасник російсько-української війни, Герой України (2024, посмертно).

## З життєпису
Народився 1979 року в селі Березянка (Житомирська область). 2000 року, після закінчення Житомирського медичного училища за спеціальністю «лікувальна справа», із дружиною переїхав до села Ходорків Попільнянського району. Здобув вищу освіту за кваліфікацією «фізична реабілітація».
З перших днів повномасштабного вторгнення вступив до лав територіальної оборони Попільнянської селищиної громади. З жовтня 2022 року проходив службу як старший бойовий медик 2-ї стрілецької роти у складі Київського ТРО 112-ї бригади.
Загинув 3 березня 2023 року в бою біля села Діброва Луганської області.
Похований в селі Ходорків.
Без Володимира залишились дружина і син.

## Нагороди
- Орден за мужність III ступеня (1 вересня 2023, посмертно) — за особисту мужність, виявлену у захисті державного суверенітету та територіальної цілісності України, самовіддане виконання військового обов'язку[1];
- Звання Герой України з удостоєнням ордена Золота Зірка (26 липня 2024, посмертно) — за особисту мужність і героїзм, виявлені у захисті державного суверенітету та територіальної цілісності України, самовіддане служіння Українському народові[2].